# Ismael Bojang
Ismael Colin „Isi“ Bojang (* 17. Oktober 1988 in Hamburg) ist ein professioneller deutsch-österreichischer Pokerspieler gambischer Herkunft. Er gewann 2019 ein Bracelet bei der World Series of Poker.

## Persönliches
Bojang besuchte das Gymnasium Heidberg im Hamburger Stadtteil Langenhorn. Er gehörte zum Kader der gambischen U17-Fußballnationalmannschaft und spielte als Torwart. Bojang lebt seit 2012 in Wien.

## Pokerkarriere
Bojang spielt auf der Onlinepoker-Plattform PokerStars unter dem Nickname Isidinho.
Seine erste Geldplatzierung bei einem Live-Turnier erzielte Bojang im September 2008 in Hamburg. Im März 2009 platzierte er sich erstmals beim Main Event der European Poker Tour (EPT) in Dortmund im Geld und belegte den 22. Platz für ein Preisgeld von 17.000 Euro. Bei der Poker-Europameisterschaft in Velden am Wörther See wurde er im Oktober 2010 Vierter in der Variante No Limit Hold’em für knapp 60.000 Euro. Im Juni 2012 war Bojang zum ersten Mal bei der World Series of Poker (WSOP) im Rio All-Suite Hotel and Casino am Las Vegas Strip erfolgreich und kam viermal ins Geld. Anfang Oktober 2012 erreichte er mit dem achten Platz im italienischen Sanremo seine bisher beste Platzierung beim EPT-Main-Event, die ihm mehr als 65.000 Euro Preisgeld einbrachte. Im Februar 2013 gewann er die im Rahmen der EPT im französischen Deauville ausgetragene Pot Limit Omaha Championship mit einer Siegprämie von 83.000 Euro. Bei der WSOP 2013 cashte Bojang siebenmal und erreichte seinen ersten Finaltisch in der Variante Seven Card Razz. Mitte Dezember 2013 wurde er bei einem Side-Event der EPT in Prag Zweiter für 75.600 Euro Preisgeld. Im Kalenderjahr 2014 stellte Bojang mit insgesamt 13 Geldplatzierungen bei der World Series of Poker und World Series of Poker Asia Pacific einen neuen Rekord auf, der bis zur WSOP 2017 Bestand hatte. Dabei erreichte er fünf Finaltische, verdiente Preisgelder von über 330.000 US-Dollar und belegte aufgrund dieser Leistungen den siebten Platz bei der Rangliste des WSOP Player of the Year 2014. Bei der WSOP 2015 wurde Bojang Dritter bei der 2-7 Triple Draw Lowball Championship für rund 130.000 US-Dollar und erreichte auch bei der Pot Limit Hold’em Championship sowie beim Pot-Limit Omaha High Roller den Finaltisch für Preisgelder von mehr als 200.000 US-Dollar. Im Ranking des WSOP Player of the Year 2015 landete er auf dem achten Rang. Im Juli 2016 belegte er bei einem WSOP-Event in No Limit Hold’em den fünften Platz für knapp 180.000 US-Dollar. Im Oktober 2016 gewann Bojang das Main Event der Italian Poker Tour auf Malta mit einer Siegprämie von über 100.000 Euro. Mitte April 2017 belegte er bei einem Turnier der partypoker Millions in Nottingham den zweiten Platz für umgerechnet mehr als 250.000 US-Dollar Preisgeld. Bei der WSOP 2018 erreichte Bojang bei einem Event in No Limit Hold’em das Heads-Up und unterlag dort dem Israeli Timur Margolin, wofür er sein bisher höchstes Preisgeld von mehr als 300.000 US-Dollar erhielt. Im Jahr darauf gewann Bojang, der bis zu diesem Zeitpunkt als einer der besten Spieler ohne Bracelet galt, ein Turnier der WSOP 2019 und sicherte sich bei seiner 72. WSOP-Geldplatzierung sein erstes Bracelet sowie eine Siegprämie von rund 300.000 US-Dollar.
Insgesamt hat sich Bojang mit Poker bei Live-Turnieren mehr als 3,5 Millionen US-Dollar erspielt.